# Liste des échevins de Lyon
Pour un article plus général, voir Consulat (Lyon).
 (janvier 2025).
Les échevins de Lyon étaient des notables de la ville qui étaient élus. Cette liste recense ces notables classés selon leur nom.
Dès l'an 1495, sont anoblis par les mêmes lettres, les douze officiers municipaux de cette ville, connus sous les dénominations de consuls ou conseillers-échevins. Ce privilège de noblesse transmissible leur fut confirmé par des lettres de Henri II, du mois de septembre 1550 et du mois d'octobre 1554 ; de François II, du mois d'octobre 1559 ; de Charles IX, du mois d'avril 1570 ; de Henri IV, du mois de novembre 1602 et du mois de mars 1609 ; de Louis XIII, du mois de juin 1618 et du mois de mars 1638, avec faculté de faire, eux, leurs successeurs et postérité, le commerce en gros.
Outre le faste de la charge, les échevins bénéficient de privilèges : depuis le milieu du XVIe siècle, ils reçoivent une rétribution (en 1787, un prévôt perçoit 17 000 livres ; un échevin diplômé en droit en touche 1 600 et ses collègues 1 000). Ces émoluments s’accompagnent de petits cadeaux en vins, confiseries et autres denrées qui leur sont accordés à certaines époques de l’année. S’il leur naît des enfants ou s’ils en marient un, le baptême et le mariage sont pris en charge par la ville. S’ils meurent en cours d’exercice, leurs funérailles sont payées par la cité. Ces profits sont complétés par des exemptions ; ainsi ils sont dispensés des octrois perçus à l’entrée de la ville sur le vin, les épices et autres produits ; ils échappent au ban, à l’arrière-ban et aux taxes qui les remplacent. Ils jouissent automatiquement du droit de bourgeoisie. Surtout depuis 1495, ils sont anoblis, à la condition qu’après leur temps d’échevinage ils vivront noblement, c'est-à-dire qu’ils ne feront aucun trafic ni commerce et n’exerceront aucune fonction dérogeante telle que procureur, praticien, huissier, notaire, greffier ou receveur. Des certificats d’échevinage attestent de cette entrée dans le second ordre du royaume, laquelle exempte leur titulaire de l’impôt roturier de la taille et de la taxe de franc-fief frappant les terres nobles détenues par les non-nobles. Les charges sont donc non seulement prestigieuses mais encore rémunératrices.

## A
| Armes | Nom de l'échevin                 | Année d'élection | Blasonnement |
|       | Pierre Agniel de Chenelette      | 1724             | D'azur, au chevron d'argent, accompagné de deux étoiles de même en chef et d'un croissant aussi d'argent en pointe.                             |
|       | Gaspard Albanel de Cessieux      | 1716             | D'azur à la fasce d'or, accompagnée en chef de trois étoiles rangées d'argent et en pointe d'un croissant du même.                              |
|       | Robert Albisse                   | 1525             | De sable, à deux vires concentriques. |
|       | Pierre Allard                    | 1607             | D'azur à la bande d'or chargée de trois alérions d'azur.                                                                                        |
|       | Clément Amiot                    | 1531             | D'azur, à trois renards passant l'un sur l'autre d'or.                                                                                          |
|       | Laurent et Jacques Anisson       | 1670, 1711       | D'argent, au vol de sable, au chef d'azur, chargé d'une croisette d'or, accostée de deux coquilles de même.                                     |
|       | Jean et André Artaud de Bellevue | 1677, 1662       | D'azur, à trois tours d'argent, maçonnées de sable.                                                                                             |
|       | Mathieu Athéaud ou Athiaud       | 1543             | D'azur, à trois épis de froment d'or. |
|       | Louis Athiaud de Montchanin      | 1688             | D'azur, à trois épis de froment d'or. |
|       | Paul Aubarède                    | 1677             | D'argent, au chevron de gueules, accompagné de trois fleurs de pensées au naturel, au chef de gueules, chargé d'une tête de lion arrachée d'or. |
|       | Laurent Audra                    | 1771             | Écartelé, aux 1 et 4, d'azur, à trois poissons d'or en pal, aux 2 et 3, de gueules, à la tour d'argent.                                         |
|       | Mathieu Aumaître                 | 1691             | D'azur, au chevron d'or, accompagné en chef de deux étoiles d'argent, et en pointe d'un oiseau de même.                                         |

## B
| Armes | Nom de l'échevin                               | Année d'élection           | Blasonnement |
|       | Jacques de Bais                                | 1615                       | D’azur à la fasce d’or chargée de trois yeux de faucon de sable cerelés et allumés d’argent.                                                                                |
|       | Claude Baronnat                                | 1530                       | D'or, à trois guidons d'azur, mis en pal 2 et 1 (alias: rangés en fasce), au chef de gueules, chargé d'un lion léopardé d'argent                                            |
|       | Jacques Baronnat                               | 1499, 1514                 | D'or, à trois guidons d'azur, mis en pal 2 et 1 (alias: rangés en fasce), au chef de gueules, chargé d'un lion léopardé d'argent                                            |
|       | Geoffrey Baronnat                              | 1525, 1536, 1542           | D'or, à trois guidons d'azur, mis en pal 2 et 1 (alias: rangés en fasce), au chef de gueules, chargé d'un lion léopardé d'argent                                            |
|       | Nicolas Baronnat                               | 1545                       | D'or, à trois guidons d'azur, mis en pal 2 et 1 (alias: rangés en fasce), au chef de gueules, chargé d'un lion léopardé d'argent                                            |
|       | Louis Joseph Baroud                            | 1784                       | Tiercé en fasce au premier bandé de gueules et d’argent au deuxième d’argent au lion passant de gueules au troisième d’azur à la brebis couchée d’argent.                   |
|       | Antoine Bellet                                 | 1667                       | D’azur à la bande d’or chargé d’une aigle de sable. |
|       | Hugonin Bellièvre                              | 8 fois entre 1463 et 1479  | D'azur à la fasce d'argent accompagné de trois trèfles d'or. |
|       | Barthélemy Bellièvre (petit-fils du précédent) | 10 fois entre 1493 et 1514 | D'azur à la fasce d'argent accompagné de trois trèfles d'or. |
|       | Jean-Baptiste de Bely                          | 1683 et 1693               | Coupé, de gueules à la couronne d'or et d'argent à un mont de sinople. Auparavant ils portaient: d'azur à un rocher de trois pointes d'argent surmonté d'une couronne d'or. |
|       | Ètienne Bertholon                              | 1530                       | De gueules, à quatre losanges d'or, au chef cousu d'azur, chargé d'un lion passant d'or.                                                                                    |
|       | Benoît Bezin                                   | 1619, 1620 et 1621         | D'azur à la bande d'or chargée de trois tourteaux de gueules accompagnée d'un besan du même.                                                                                |
|       | Jean-Claude Blanchet                           | 1731                       | D'azur à la bande d'argent accostée de deux lys tigés en bande du même. |
|       | Antoine, Hugues et Antoine Blauf               | 1634, 1651, 1668 et 1690   | D'azur au chien d'argent au chef cousu de gueules chargé de trois étoiles d'or.                                                                                             |
|       | Antoine Bouchage                               | 1703                       | De vair. |
|       | François Brac et François Pierre               | 1736 et 1775               | D'argent, à trois bandes d'azur. |
|       | Amédée et Pierre Bullioud                      | 1507, 1512, 1520 et 1597   | Tranché d'argent et d'azur, à trois tourteaux et trois besants de l'un en l'autre, mis en orle.                                                                             |
|       | Barthélemy Buyer                               | 1483                       | |

## C
| Armes | Nom de l'échevin                   | Année d'élection | Blasonnement |
|       | Simon Caille                       | 1527             | D'azur, au chef d'or, chargé de trois cailles de sable. |
|       | Horace Cardon                      | 1610             | |
|       | Jean-Baptiste Castiglioni          | 1719             | De gueules, au lion couronné d'or, tenant une tour donjonnée de deux donjons d'argent. |
|       | Symphorien Champier                | 1520, 1533       | D'azur, à l'étoile d'or. |
|       | André de Choisity                  | 1692             | De gueules, au chevron d'or, accompagné de deux croissants de même en chef, et d'un arbre de sinople en pointe, au chef cousu d'azur, chargé de trois étoiles d'argent. Blason à l'enquerre. |
|       | François et Jean-François Clavière | 1754 et 1770     | D'azur, au lion d'or, tenant dans ses pattes une clef d'argent, à la fasce de gueules brochante sur le tout.                                                                                 |
|       | Claude de Couleur                  | 1633             | D'azur, au chevron d'or, au chef de même, chargé de trois roses de gueules. |
|       | Philippe Choignard                 | 1783             | D'azur au chevron ondé d'or accompagné de trois têtes de lévriers d'argent colletées de gueules.                                                                                             |

## D
| Armes | Nom de l'échevin                         | Année d'élection | Blasonnement |
|       | Barthélémy et Camille Dareste de Saconay | 1692 et 1758     | De gueules, au chevron d'argent, accompagné en pointe d'un phénix sur son bûcher d'or, regardant un soleil de même, mouvant du canton dextre de l'écu. |
|       | Blaise Denis                             | 1733             | D'azur, à la bande d'argent, chargée de trois écrevisses de gueules, l'azur semé en chef d'étoiles et en pointe de besants d'argent.                   |

## F
| Armes | Nom de l'échevin                                    | Année d'élection                                                   | Blasonnement |
|       | Guillaume Favre                                     | 1574, 1580, 1586                                                   | D'azur au chevron d'or accompagné de deux trèfles de même en chef et en pointe d'un besant de même.                                   |
|       | Humbert Favre                                       | 1539, 1540, 1545, 1561                                             | D'azur au chevron d'or accompagné de deux trèfles de même en chef et en pointe d'un besant de même.                                   |
|       | Jean Favre                                          | 1532, 1537, 1542                                                   | D'azur au chevron d'or accompagné de deux trèfles de même en chef et en pointe d'un besant de même.                                   |
|       | Thomas Favre                                        | 1571                                                               | D'azur au chevron d'or accompagné de deux trèfles de même en chef et en pointe d'un besant de même.                                   |
|       | Jean Claude Fay de Sathonay                         | 1742                                                               | D'azur au lévrier passant d'argent à la tête contournée regardant un soleil d'or. On trouve parfois une fouine à la place du lévrier. |
|       | Jean, Jacques, Jacques le jeune et Claude de Fenoyl | 1448, 1491, 1506, 1510, 1514, 1522, 1525, 1530, 1535, 1547 et 1585 | D'azur au taureau furieux d'or, au chevron cousu de gueules brochant sur le tout/                                                     |
|       | Pierre et David Flachat                             | 1736 et 1749                                                       | D’azur au lion d’or tenant une flèche de gueules armée et empennée d’argent.                                                          |
|       | Pierre Flachon de Barrey                            | 1760                                                               | D'argent au griffon de gueules. |
|       | Jean de la Fay                                      | 1505                                                               | D’argent à un arbre de sinople au cerf passant d’or brochant sur l’arbre                                                              |

## G
| Armes | Nom de l'échevin                  | Année d'élection         | Blasonnement                                                                                                 |
|       | Luxembourg de Gabiano             | 1538, 1543, 1548 et 1553 | De gueules au chef d'argent, au lion d'or sur le tout.                                                       |
|       | Pierre Gacon                      | 1714-1715                | |
|       | Jean-Baptiste Garnier de Chambroy | 1750                     | D'azur, au chevron d'or, accompagné de trois merlettes d'argent.                                             |
|       | Jean Jacques Gayot                | 1683                     | D'or semé de trèfles de sinoples.                                                                            |
|       | Claude Gillet                     | 1738                     | D'argent, à deux palmes adossées de sinople.                                                                 |
|       | Jean-Baptiste Goiffon             | 1717                     | D'or au griffon rampant d'azur à destre et au lion rampant de gueules à senestre, l'un et l'autre affrontés. |

## I
| Armes | Nom de l'échevin                     | Année d'élection | Blasonnement                                              |
|       | Jean-Isaïe et Jacques Imbert-Colomès | 1778 et 1789     | D'azur, au croissant d'argent, surmonté d'un soleil d'or. |

## J
| Armes | Nom de l'échevin    | Année d'élection | Blasonnement |
|       | Pierre Jonquet      | 1727             | D'azur, à deux clefs d'or, passées en sautoir, au chef de même chargé d'une croisette de gueules, accostée de deux étoiles d'azur.                   |
|       | Pierre de Jouvencel | 1737             | D'or, à deux palmes adossées de sinople, mouvant d'un croissant de gueules, au chef d'azur chargé d'un soleil d'or accosté de deux étoiles d'argent. |

## K
| Armes | Nom de l'échevin | Année d'élection | Blasonnement |
|       | Jean Kleberger   | 1545             |              |

## L
| Armes | Nom de l'échevin                                                                                              | Année d'élection | Blasonnement |
|       | Nicolas de Lange                                                                                              | 1573 | |
|       | Consuls de la Famille LE VISTE - Barthélémy / Jean IV / Guillaume / Guillemet / Antoine II / Pierre (Morclet) | 1340 / 1364, 1386, 1403, 1405, 1407, 1416, 1418, 1420 / 1389, 1391, 1393, 1396, 1398, 1404, 1406, 1409, 1411, 1415 / 1400 / 1429 / 1442 | De gueules à la bande cousue d'azur, chargée de trois croissants montants d'argent. Ce sont des Armes à enquerre. |

## M
| Armes | Nom de l'échevin   | Année d'élection | Blasonnement |
|       | Etienne Maindestre | 1726             | |
|       | Pons Murard        | 1574             | D'or à la fasce crénelée d'azur accompagnée en chef de trois têtes d'aigle arrachées de sable et en pointe d'une flamme de gueules. |
|       | Léonard Michon     | 1721             | |

## P
| Armes | Nom de l'échevin                | Année d'élection | Blasonnement |
|       | Jean Peysson                    | 1717             | |
|       | Pierre de Previdé Massara       | 1745             | Parti, au 1, d'azur, à la masse d'armes d'or, posée en pal, au 2, d'argent, à l'aigle de sable, becquée et membrée de gueules. |
|       | Antoine-François Prost de Royer | 1773-1774        | |

## Q
| Armes | Nom de l'échevin | Année d'élection | Blasonnement |
|       | Roch Quinson     | 1729             |              |

## R
| Armes | Nom de l'échevin     | Année d'élection | Blasonnement                                                                            |
|       | André Rambaud        | 1768             | D'azur à l'aigle éployé d'or, au chef cousu d'argent, chargé de trois étoiles de sable. |
|       | Pierre Rambaud       | 1656             | D'azur à l'aigle éployé d'or                                                            |
|       | Alexandre Regnaud    | 1728             |                                                                                         |
|       | Jean Joachim Reynaud | 1765             | D'or à la fasce de gueules, à la bordure d'azur.                                        |
|       | Guillaume Rouillé    | 1568-1569        |                                                                                         |

## T
| Armes | Nom de l'échevin     | Année d'élection | Blasonnement |
|       | Barthélémy Terrasson | 1728             |              |
|       | Antoine Trollier     | 1723             |              |

## V
| Armes | Nom de l'échevin         | Année d'élection | Blasonnement |
|       | Gabriel et Benoît Valous | 1687 et 1765     | De gueules à l'hermine d'argent colleté d'un mantelet de Bretagne au chef cousu d'azur chargé de trois étoiles d'or. |
|       | Corneille Vialis         | 1695             | D'azur à trois trèfles d'argent, au chef d'or.                                                                       |